# Dikarya
Sous-règne
Divisions de rang inférieur
- Ascomycota
- Basidiomycota

Les Dikarya sont un sous-règne de champignons du règne des Fungi. Il comprend les divisions des Ascomycota et des Basidiomycota.

## Définition
Le sous-règne des Dikarya regroupe les deux embranchements ou divisions qui produisent généralement des dicaryons, c'est-à-dire des cellules qui contiennent deux noyaux haploïdes. Ce sont des champignons unicellulaires ou filamenteux, toujours dépourvus de flagelles. On trouve dans ce groupe aussi bien des champignons « supérieurs » que des moisissures, des lichens ou de levures. La diagnose du sous-règne et sa position phylogénétique ont été publiées dans une vaste étude phylogénétique réalisée en 2007 par plus d'une soixantaine de chercheurs. Phylogénétiquement, ces deux taxons avaient déjà été regroupés : en 1998, une publication avait fait référence à ce groupe parlant de Neomycota.

## Dicaryon

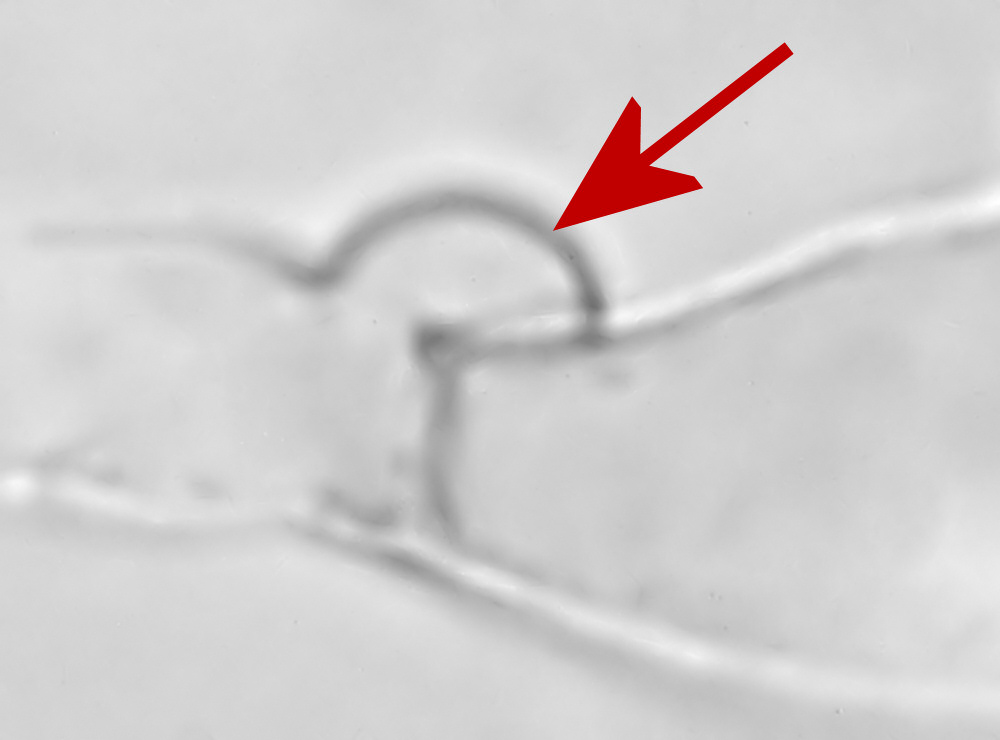
Hyphe dicaryotique avec anse d'anastomose, vu au microscope, chez les Basidiomycota.

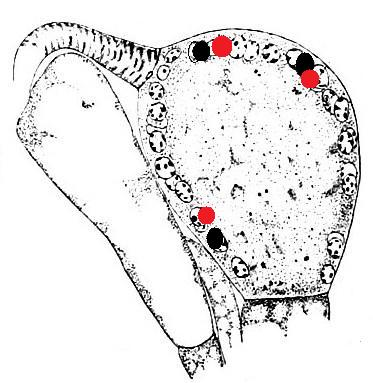
Coenocyte dicaryotique chez Pyrenoma omphalodes (Ascomycota).

Dikaryons représentés dans un cycle de mitose de Basidiomycete. Notez les deux noyaux provenant de deux champignons d'origine distincts.

Durant leur cycle de vie, les espèces du sous-règne des Dikarya présentent fréquemment une phase dicaryotique avec deux noyaux haploïdes appariés qui se divisent simultanément. Chez les espèces de la division des Basidiomycètes, c'est la phase dicaryotique qui est prédominante, avec les anses d'anastomose caractéristiques du groupe, chez les espèces de la division des Ascomycètes, le stade est limité à l'hyphe ascogène.

## Phylogénie
Phylogénie des Dikarya et niveaux supérieurs taxinomiques du règne des Fungi
- Fungi
  - Microsporidia
  - 
    - Chytridiomycota
    - Neocallimastigomycota

  - Blastocladiomycota
  - Zoopagomycotina
  - Kickxellomycotina
  - Entomophthoromycotina
  - Mucoromycotina
  - Glomeromycota
  - Dikarya
    - Ascomycota
    - Basidiomycota

## Liste des embranchements
Selon NCBI (30 juin 2013) :
- division des Ascomycota
- division des Basidiomycota